# Meriones libycus
Meriones libycus és una espècie de mamífer rosegador de la família dels múrids. Viu a altituds de fins a 1.700 msnm a l'Afganistan, Algèria, l'Aràbia Saudita, l'Azerbaidjan, Egipte, l'Iran, l'Iraq, Jordània, el Kazakhstan, Kuwait, Líbia, Mauritània, el Marroc, el Pakistan, Qatar, el Sàhara Occidental, Síria, el Tadjikistan, Tunísia, el Turkmenistan, Turquia, l'Uzbekistan i la Xina. El seu hàbitat natural són els deserts. És una espècie en risc mínim, és a dir, no sembla que hi hagi cap amenaça significativa per a la seva supervivència. El seu nom específic, libycus, significa ‘libi’ en llatí.